# 雷帕尔萨克
雷帕尔萨克（法語：Réparsac，法語發音：[ʁepaʁsak]）是法国夏朗德省的一个市镇，属于干邑区。

## 地理
雷帕尔萨克（45°43'49"N, 0°14'11"W）面积11.06 平方千米，位于法国新阿基坦大区夏朗德省，该省份为法国西部内陆省份，北起德塞夫勒省和维埃纳省，东临上维埃纳省，东南至多尔多涅省，南至多爾多涅省，西接滨海夏朗德省。
与雷帕尔萨克接壤的市镇（或旧市镇、城区）包括：沙索尔、乌莱特、内尔西亚克、圣塞韦尔、锡戈涅、瓦勒德干邑。

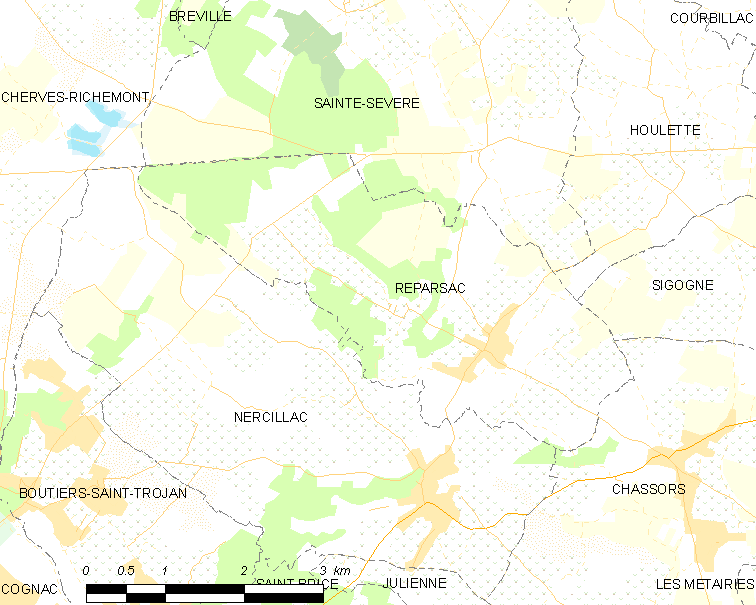
雷帕尔萨克的OSM定位图

雷帕尔萨克的时区为UTC+01:00、UTC+02:00（夏令时）。

## 行政
雷帕尔萨克的邮政编码为16200，INSEE市镇编码为16277。

## 政治
雷帕尔萨克所属的省级选区为雅纳克县。

## 人口

1962-2008年间雷帕尔萨克人口变化图示

雷帕尔萨克于2022年1月1日时的人口数量为617人。